# Bledius gracilis
Bledius gracilis är en skalbaggsart som beskrevs av Thomas Casey 1889. Bledius gracilis ingår i släktet Bledius och familjen kortvingar. Inga underarter finns listade i Catalogue of Life.